# فرودگاه شهری مونت
فرودگاه شهری مونت (به انگلیسی: Monett Municipal Airport) یک فرودگاه همگانی بهره‌برداری هوایی است که یک باند فرود بتن دارد و طول باند آن ۱۵۲۴ متر است. این فرودگاه در شهر مونت، میسوری کشور ایالات متحده آمریکا قرار دارد و در ارتفاع ۴۰۱ متری از سطح دریا واقع شده‌است.